# Kristinebergs slott

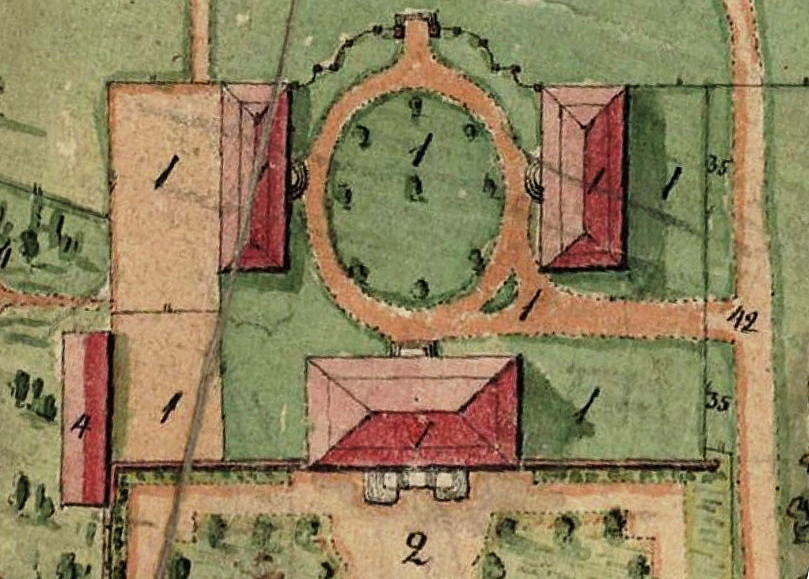
Kristinebergs huvudbyggnader på en karta från 1812.

Kristinebergs slott är en slottsliknande herrgård och en tidigare malmgård belägen i stadsdelen Kristineberg på Kungsholmen i Stockholm. Huvudbyggnaden inhyser sedan 1930-talet privatbostäder. Den ägs och förvaltas av AB Stadsholmen. Flyglarna ägs och förvaltas av Skolfastigheter i Stockholm AB – här finns Kristinebergsskolan sedan 2012. Huvudbyggnaden bevarar mycket av sin 1700-talskaraktär och bedöms av Stadsmuseet i Stockholm ha "synnerligen höga kulturhistoriska värden".

## Panorama

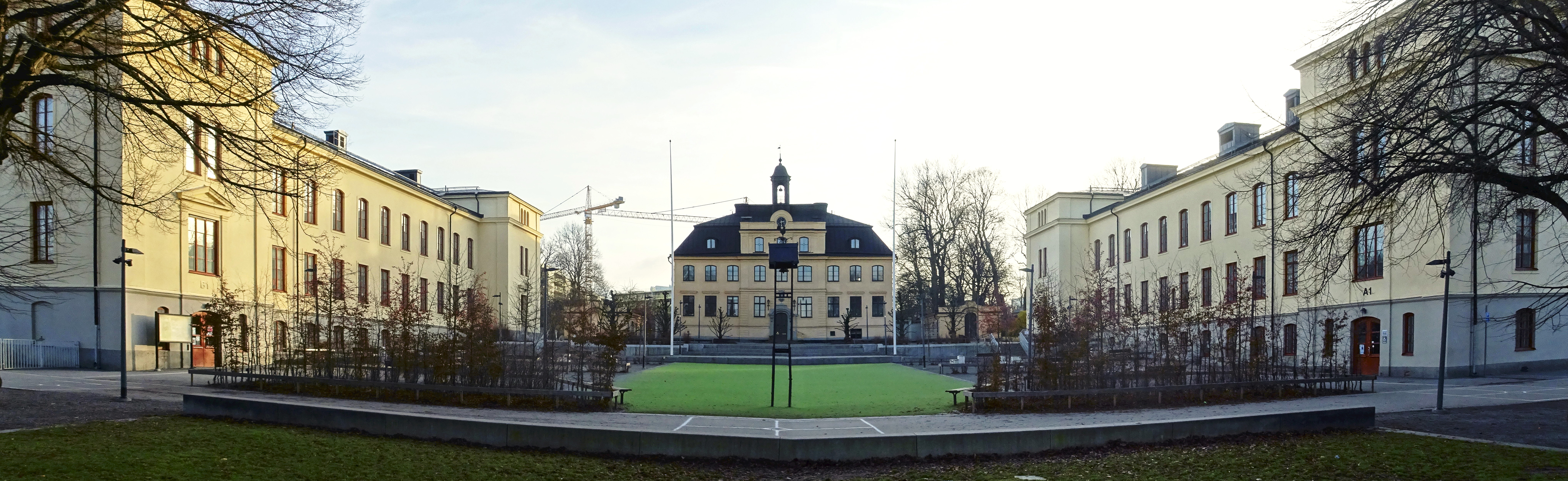
Kristinebergs huvudbyggnad och flyglar – vy från norr, november 2018.

## Historik

### Torstensons tid

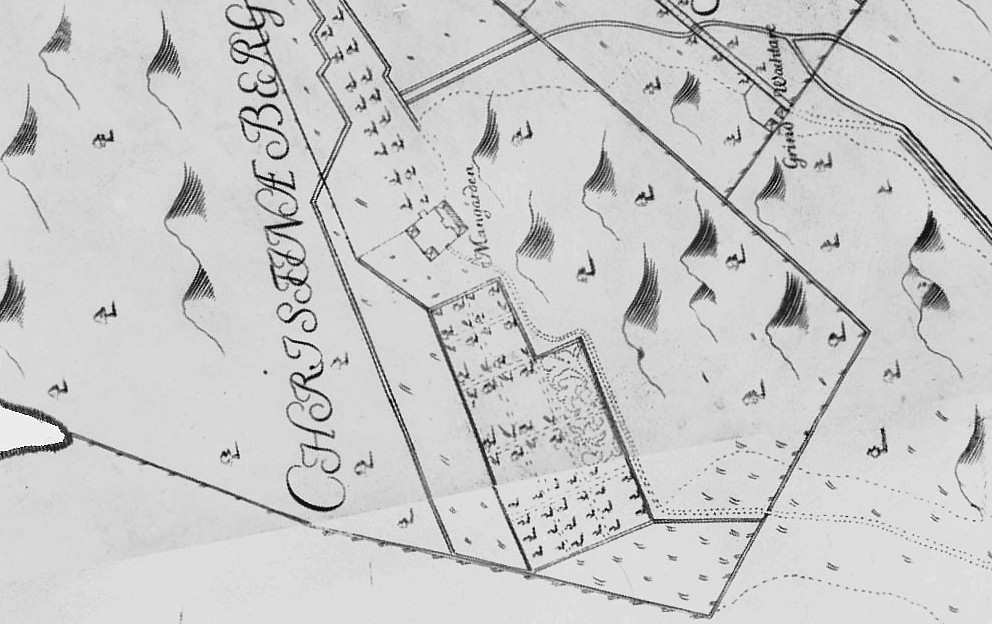
"Malmgården Christineberg" på Petrus Tillaeus' karta från 1733.

Den äldsta kända bebyggelsen på området som sedermera skulle kallas Kristineberg härrör från 1600-talets mitt. Byggherre var fältmarskalk Lennart Torstenson som av drottning Kristina erhöll området i förläning som tack för sina insatser under trettioåriga kriget. Fastigheten beskrivs då som ”en äng och trädgård”. Egendomen döptes efter Torstensons svärdotter Christina Stenbock som även fått ge namnet Kristineberg åt hela området. Att Kristineberg skulle vara uppkallat efter drottning Kristina förefaller mindre sannolikt.
På Petrus Tillaeus karta över Stockholm från 1733 avbildas Torstenssons anläggning med en manbyggnad och två mindre flyglar. Gårdens nord-sydgående centralaxel markeras av alléer. Mangården är orienterad med huvudfasaden mot väster och belägen öster om centralaxeln. Väster om den syns två fristående flyglar som tillsammans med huvudbyggnaden omslöt en inhägnad innergård. Enligt källor från 1700-talet lät Lennart Torstensson bebygga sin nya fastighet med ”sköna träbyggningar”.En relationskarta i Stadsarkivet M 59 från 1674 där Munklägret/Kungsholmens få byggnader i sten markerats i rött upptar även Kristineberg.  Att gårdens långsmala corps-de-logi här uppfattats som stenhus har nog sin förklaring i att manbyggnaden försetts med en hög, välvd markvåning i sten och övervåning i liggtimmer. Möjligen finns källarvalv från denna äldsta huvudbyggnad bevarade i den västra flygelns källarvåning. 
Efter Torstenson gick egendomen genom flera händer, bland dem Kungl. Krigsmanskassan, greve Erik Steenbock och assessor Jacob Daurer (1649–1713). Den senare ägde även Daurerska malmgården på Södermalm. 1717 ägdes Kristineberg av handelsmannen Anders Hollstén. Efter hans död 1739 var byggnaderna på Kristinebergs gård illa underhållna. Bouppteckningen efter honom uppger ”en malmgård, benämnd Christineberg, med en träbyggning, alldeles förfallen, fähus, stall, och lada, jämte trädgård samt litet åker och äng.

### Schröders tid

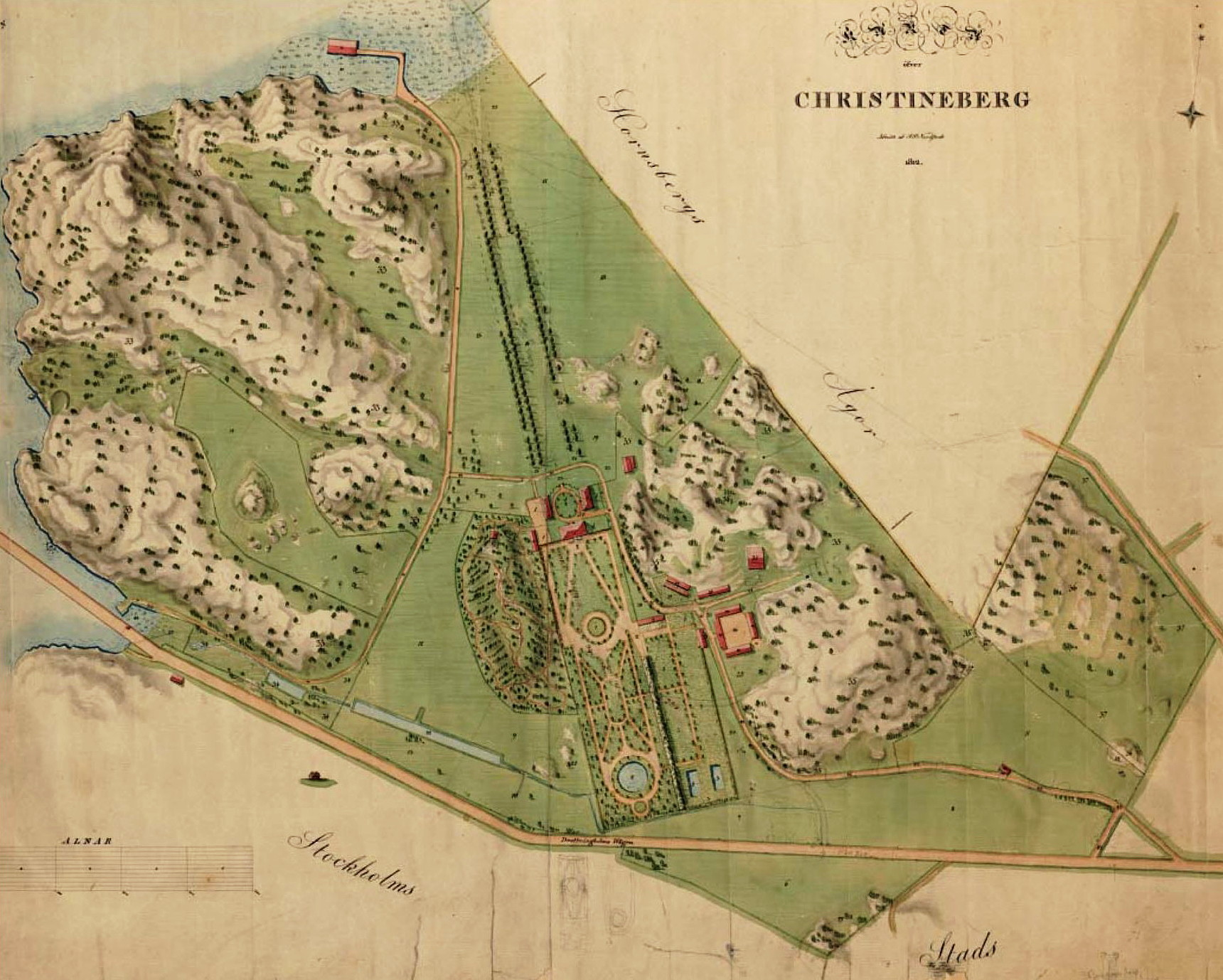
Christinebergs ägor 1812.

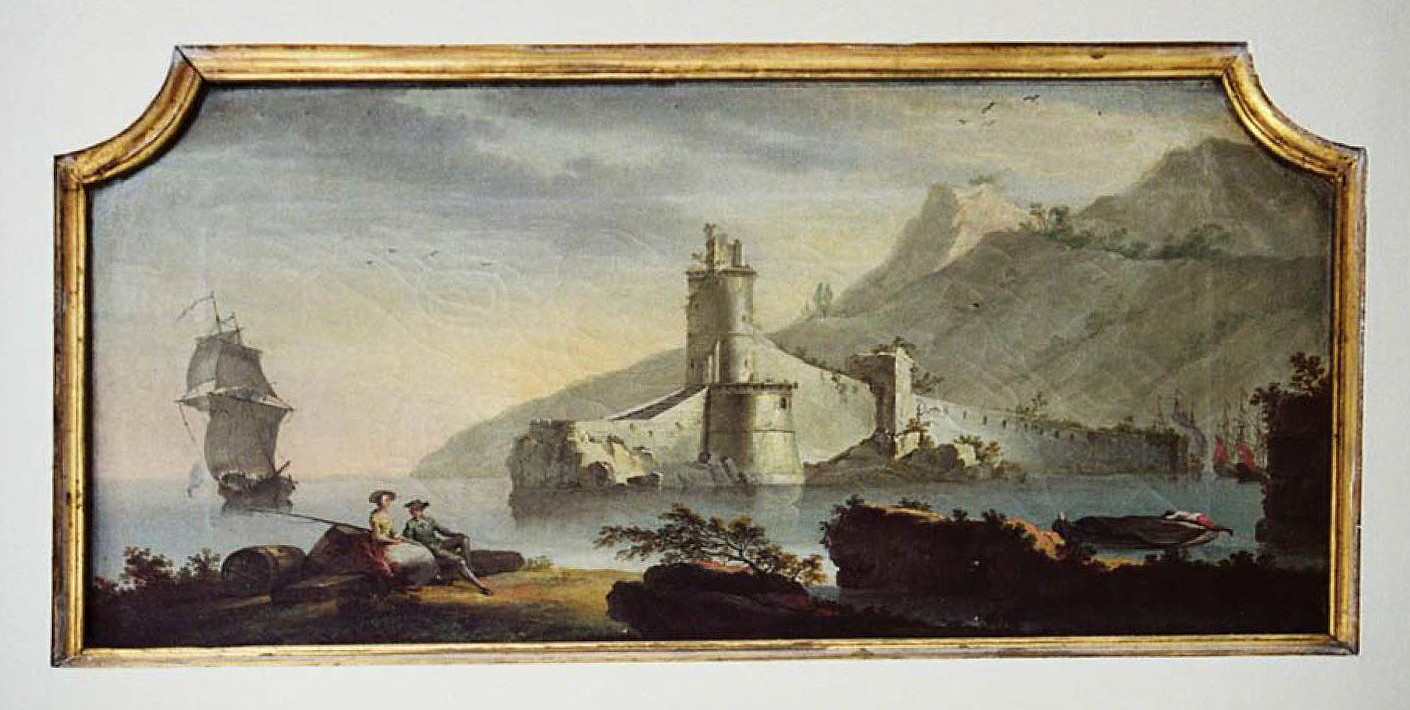
Ett av dörröverstyckens landskapsmotiv.

År 1748 såldes Kristineberg av arvingarna efter änkan Hollstén till den förmögne handelsmannen Roland Schröder (1713–1773). Han bodde vid Järntorget i Gamla stan där han ägde en större fastighet, kallat Roland Schröders hus, i kvarteret Trivia. Schröder sysslade med import av bland annat kryddor, tobak, socker och tyger och blev en av Stockholms mer framgångsrika handelsmän. Här på västra delen av Kungsholmen planerade han sin och familjens malmgård, ett slags sommarnöje med ett säsongvis lättsammare lantliv för ägarfamiljen.
Schröder lät riva Torstenssons mangård från 1600-talet och gav en arkitekt (okänt vilken) i uppdrag att uppföra en ny tegelbyggnad i två våningar och hög källarvåning på platsen för den gamla. Arkitekten inspirerades troligen av Carl Hårlemans franska rokokostil som han hade infört i Sverige på 1730-talet. Som möjlig upphovsman anges även Jean-Eric Rehn som var Schröders arkitekt för huset i Gamla stan. 
Inredningen blev påkostad med bröstpaneler och kraftigt profilerade snickerier i de flesta rummen. Väggarna kläddes med vävspända, målade tapeter och dörröverstycken visade målade landskaps- och djurmotiv. Uppvärmningen skedde genom blåvita eller polykroma kakelugnar. Även inredningens upphovsmän är okända, men den höga kvalitén tyder på att några av tidens  framstående konstnärer hade bidragit till utformningen av interiörerna – möjligtvis Johan Pasch eller någon av hans medarbetare. 
Huvudbyggnaden flankerades av två äldre fristående flyglar i timmer som innehöll kök och gästrum. Mellan dessa bildades gårdsplanen som utgjordes av en oval gräs- och buskbeväxt rundel inom en grusväg. Flyglarna revs på 1840-talet när friherre Carl Gustaf Fleetwood var ägare och ersattes av två putsade stenpaviljonger som placerades intill huvudbyggnadens gavlar. De innehöll ungefär samma funktioner som flyglarna. 
Mot söder anlades en stor lustträdgård med dammar och vattenspel, i väster på en liten kulle låg en engelsk park och en dubbel lindallé mot norr och Ulvsundasjön ledde fram till gården. Till anläggningen hörde även en statarlänga och flera ekonomibyggnader, som en ladugårdsfyrkant, loge, drivhus samt persikohus, samtliga belägna öster om huvudbebyggelsen. I Ulvsundasjön fanns en lång brygga med ett båthus längst ut. Det var även härifrån, från sjövägen, som herrskap och gäster vanligtvis närmade sig Christineberg. Alternativet var att komma via Drottningholmsvägen. Man tog av norrut och upp på det som i dag heter Kristinebergs slottsväg, för att sedan köra in på gårdsplanen österifrån.
Egendomen omfattade i princip hela nordvästra Kungsholmen med en areal om drygt 42 hektar. I öster anslöt Stora Hornsbergs ägor och i söder bildade Drottningholmsvägen gränsen mot Stockholms stads mark. Omkring 1850 lades Fredhälls gårds ägor och byggnader till Kristineberg. Fredhäll fungerade därefter som prästboställe under Kristineberg.

### Frimurarebarnhuset

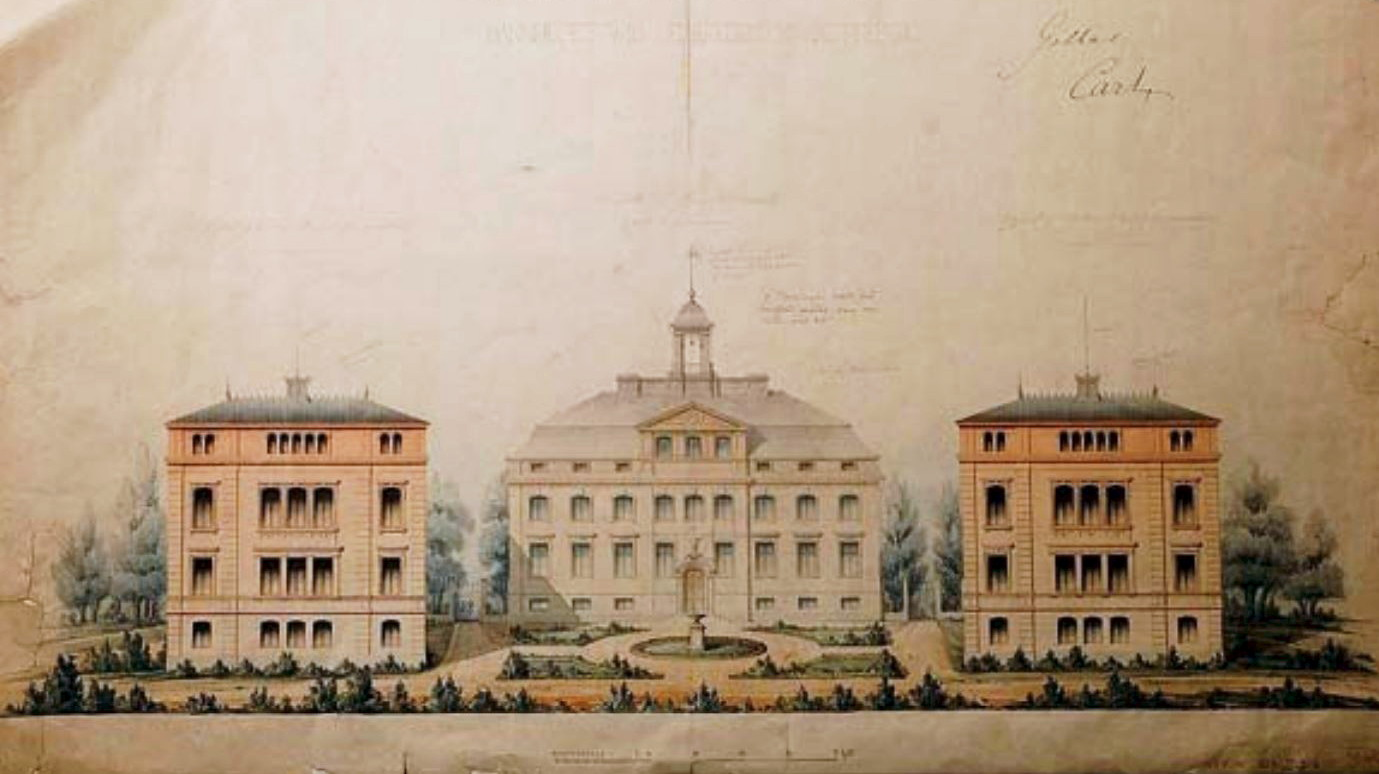
Johan Fredrik Åboms fasadritning.

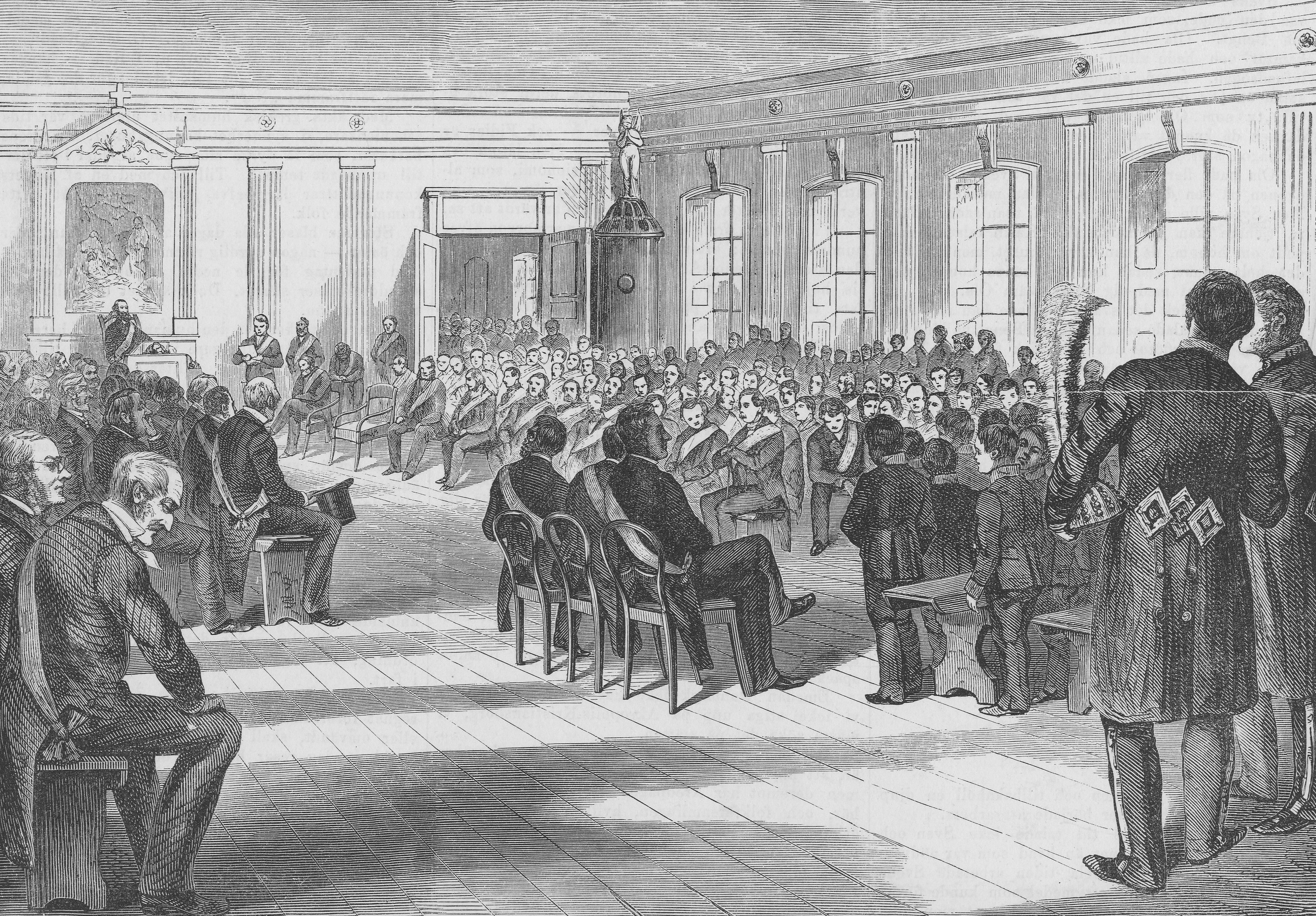
Från huvudbyggnadens invigning den 31 juli 1867 i Ny Illustrerad Tidning.

Efter Schröder följde flera ägare i raskt takt bland dem superkargören Jacob Hahr, grosshandlaren Paul Daniel Pommeresche och friherre Carl Gustaf Fleetwood. På 1850-talet ägdes Kristineberg av greve Armand Fouché d’Otrante som enligt dåtida rykten "höll harem" där.
År 1861 förvärvades egendomen av prins August som efter tre år sålde den vidare till Frimurarbarnhusets direktion för att inrätta ett barnhem för föräldralösa barn. Från Kristineberg existerar ett fotografi från omkring 1860 som visar huset strax före omdaningen. I början av 1860-talet genomfördes en större ombyggnad för den nya verksamheten efter ritningar av arkitekt Johan Fredrik Åbom.
Då fick fasaderna sitt nuvarande utseende med framspringande risalit och en tre fönsteraxlar bred attika i vilken ett fasadur monterades. Taket kröntes av ett lanterninliknande klocktorn. Åboms fasadritning visade även en höjning av taklisten för att vinna plats för en låg mezzaninvåning som dock aldrig genomfördes. I huvudbyggnaden anordnades lokaler för bland annat barnhemsföreståndare och direktion samt för barnhemmets specialfunktioner, som arkiv och tandklinik. Invigningen av huvudbyggnaden ägde rum den 31 juli 1867.
Åbom ritade även två nya flyglar som uppfördes norr om huvudbyggnaden och invigdes 1876. De innehöll bland annat sovsalar, matsal, lektionssalar, verkstäder samt bostad för 120 pojkar och 50 flickor. På 1880-talet uppfördes gymnastikhuset norr om östra flygeln. Gymnastikhuset är en träbyggnad ritad av Oskar Adolf Busch, kapten vid Fortifikationen.

### Kullskolan
År 1906 tillkom en skolbyggnad på kullen i den engelska parken. Byggnaden ritades av arkitekt Ludwig Peterson och kallades Kullskolan. Här ritade Peterson, istället för det konventionella korridorsystemet, en centralhall med trappor och överljus, kring vilken sovsalar och lärorum grupperades. Idag hör Kullskolan till Kristinebergsskolan.

Historiska bilder
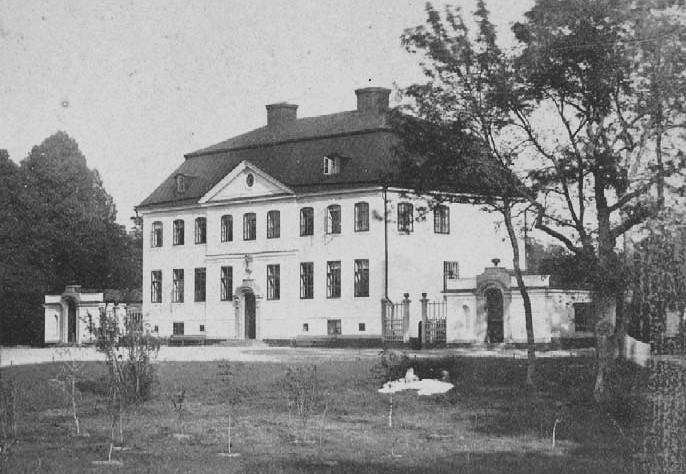
Huvudbyggnaden innan ombyggnaden, ca 1860.
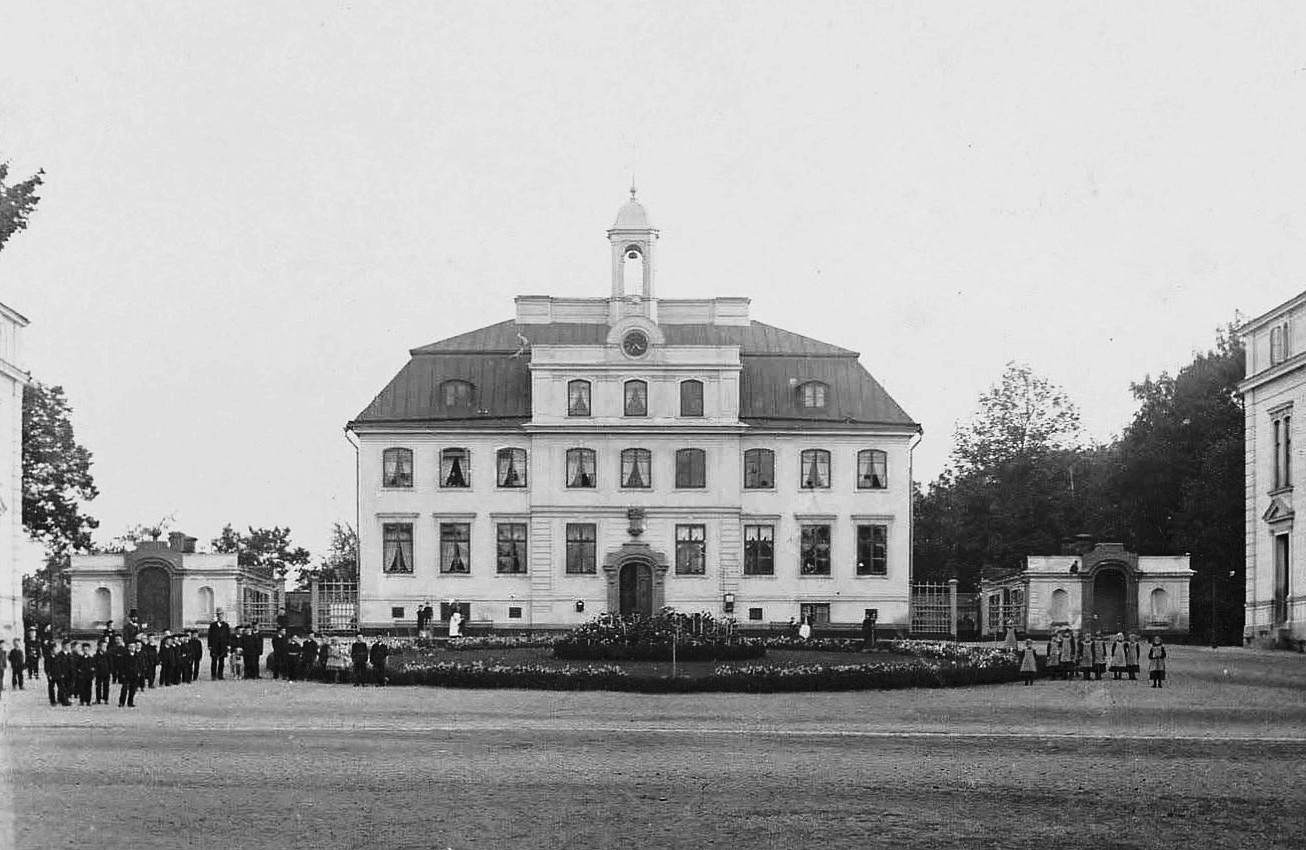
Huvudbyggnaden efter ombyggnaden, ca 1900.
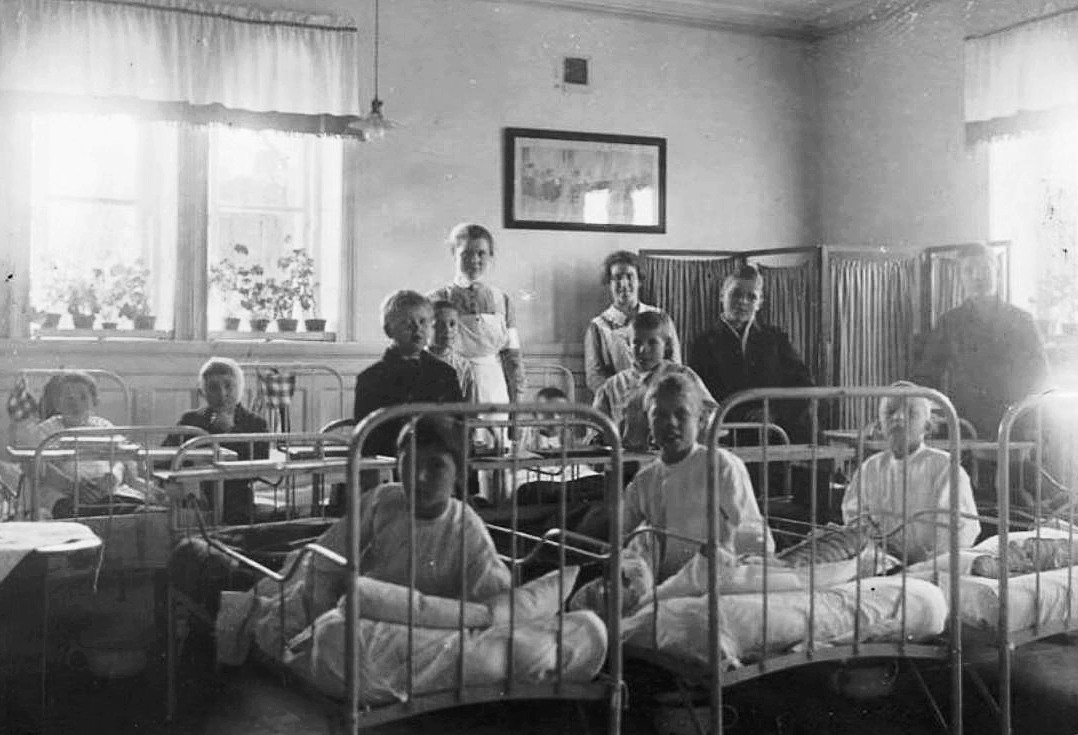
Frimurarbarnhusets barn, ca 1900.
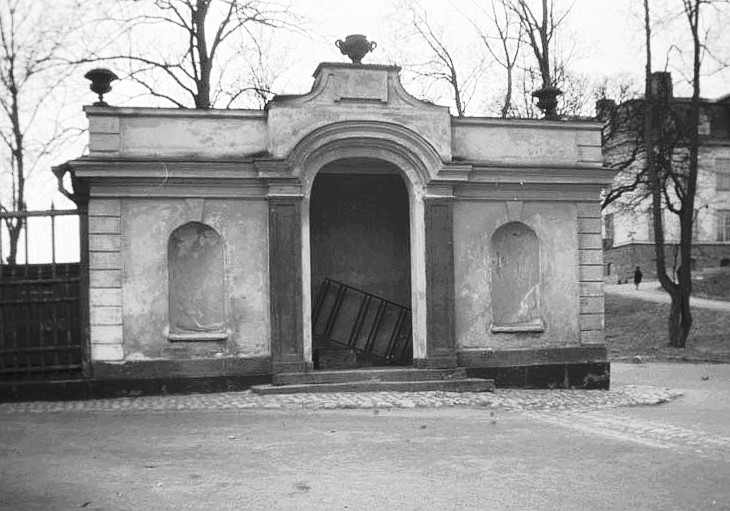
Västra paviljongen, 1928.
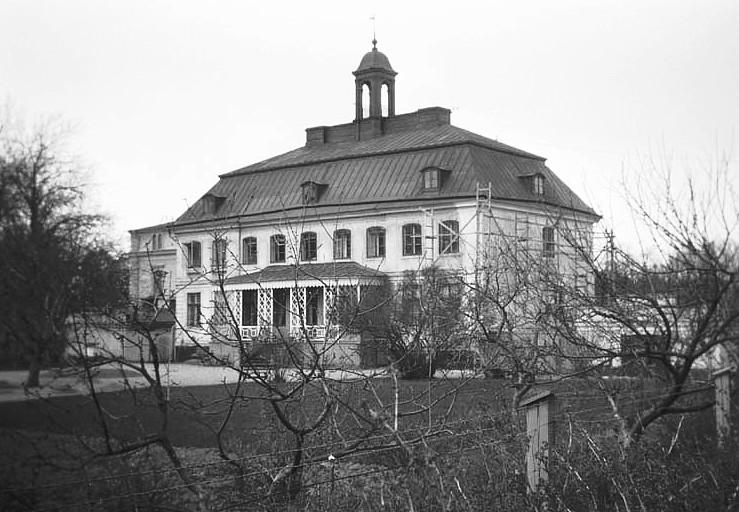
Huvudbyggnaden, gårdsfasad, 1928.

### Stockholms stad blir ägare

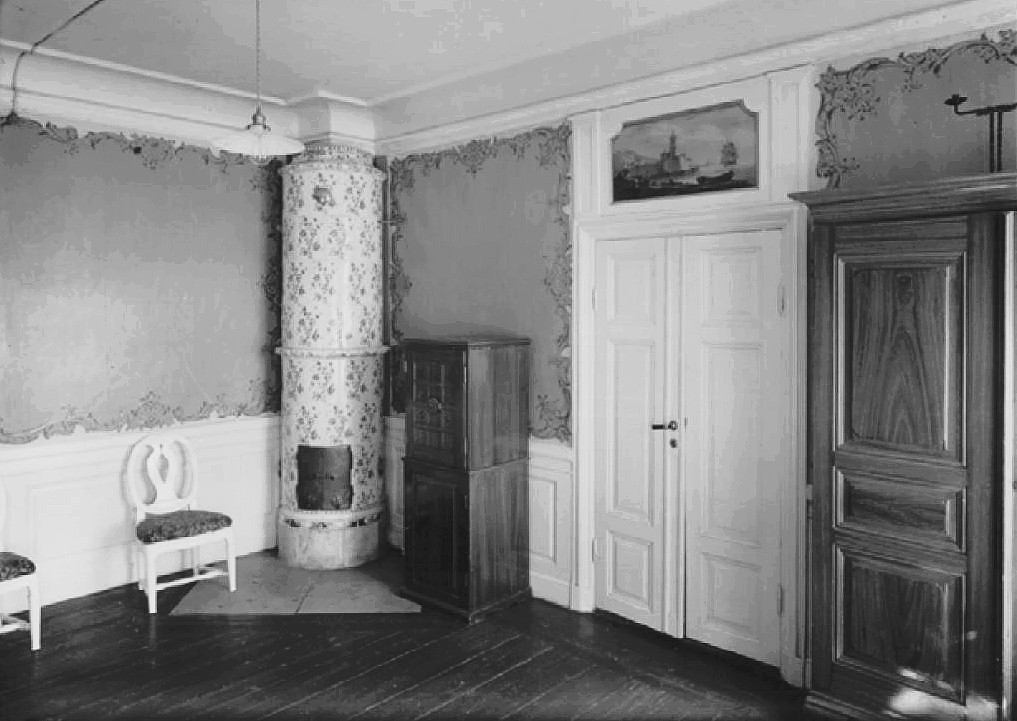
Blå kammaren 1930.

År 1921 köptes egendomarna Kristineberg och Fredhäll av Stockholms stad för framtida bostadsbebyggelse. Barnhuset fanns kvar här fram till 1928 när Frimurarebarnhuset flyttade till sin nya anläggning i Blackeberg. Efter Frimurarbarnhusets flytt övertogs flyglarna för folkskoleverksamhet. Samtidigt uppmärksammades huvudbyggnadens kulturhistoriska värden och interiören dokumenterades genom Samfundet S:t Erik och stadsantikvarien Gösta Selling. Nu började även byggnaden kallas slott istället för gård. Fastighetsbeteckningen Kristinebergs slott 5 fastställdes 1934. 
Staden beslöt även att inreda privatbostäder i huvudbyggnaden och i paviljongerna. Samtidigt utfördes en omfattande men varsam renovering och modernisering av byggnaderna där Carl Melin vid fastighetskontorets husbyggnadsavdelning var ansvarig arkitekt. De första hyresgästerna i huvudbyggnaden efter 1930-talets renovering kom att bli borgarrådet Oscar Larsson på bottenvåningen samt konstnären Emil Johansson-Thor på övre våningen.
Malmgårdens kvarvarande uthus revs efter hand. I samband med byggandet av Tranebergsbron fick Drottningholmsvägen en något mera nordlig sträckning vilket krävde att lustträdgården blev mindre. I parken norr om huvudbebyggelsen byggdes Hornsbergsvelodromen, invigd 1923, och 1933 öppnades på dess ställe nuvarande Kristinebergs idrottsplats. Huvudbyggnaden renoverades igen på 1960-talet. Fasaderna renoverades 1990. År 2005 övergick förvaltningen av Kristinebergs huvudbyggnad med de båda paviljongerna från Stockholms stads gatu- och fastighetskontor till AB Stadsholmen och år 2006 renoverades delar av huvudbyggnaden igen. 

### Kristinebergsskolan
Mellan 1962 och 1973 genomfördes två stora ombyggnader i flyglarna för att bli hotell- och restauranggymnasium. 1992 flyttade två friskolor till flyglarna. År 2012 byggdes de båda slottsflyglarna om för att inhysa Kristinebergsskolan. Byggherre var SISAB, arkitekt var Aperto Arkitekter Byggkonsulter och Skanska höll i ombyggnaden som nominerades till ROT-priset. Skolans verksamhet finns i de båda flyglarna samt i före detta Kullskolan som numera också heter Kristinebergsskolan. Man har omkring 550 elever från förskola till årskurs 6.

### Ägarlängd
- 1647, Lennart Torstensson
- 1685, Nils Bielke
- 1687, Kungl. Krigsmanskassan
- 1698, Erik Stenbock
- 1700, Ebba Sparre
- 1712, Jacob Daurer
- 1717, Anders Hollstén
- 1740, Hollsténs änka
- 1748, Roland Schröder
- 1773, Schröders barn
- 1779, Jacob Hahr
- 1786, Catharina Kniper
- 1798, Paul Daniel Pommeresche
- 1810, Johan Fredric Julius
- 1816, Carl Teodor von Schultzenheim
- 1840, Friherre Carl Gustaf Fleetwood
- 1850, Greve Paul Athanase Fouché d’Otrante
- 1861, HKH hertigen av Dalarna Nicolaus August
- 1864, Direktionen för Frimurarebarnhuset
- 1920, Stockholms stad
- 2005, Stockholms stad genom AB Stadsholmen

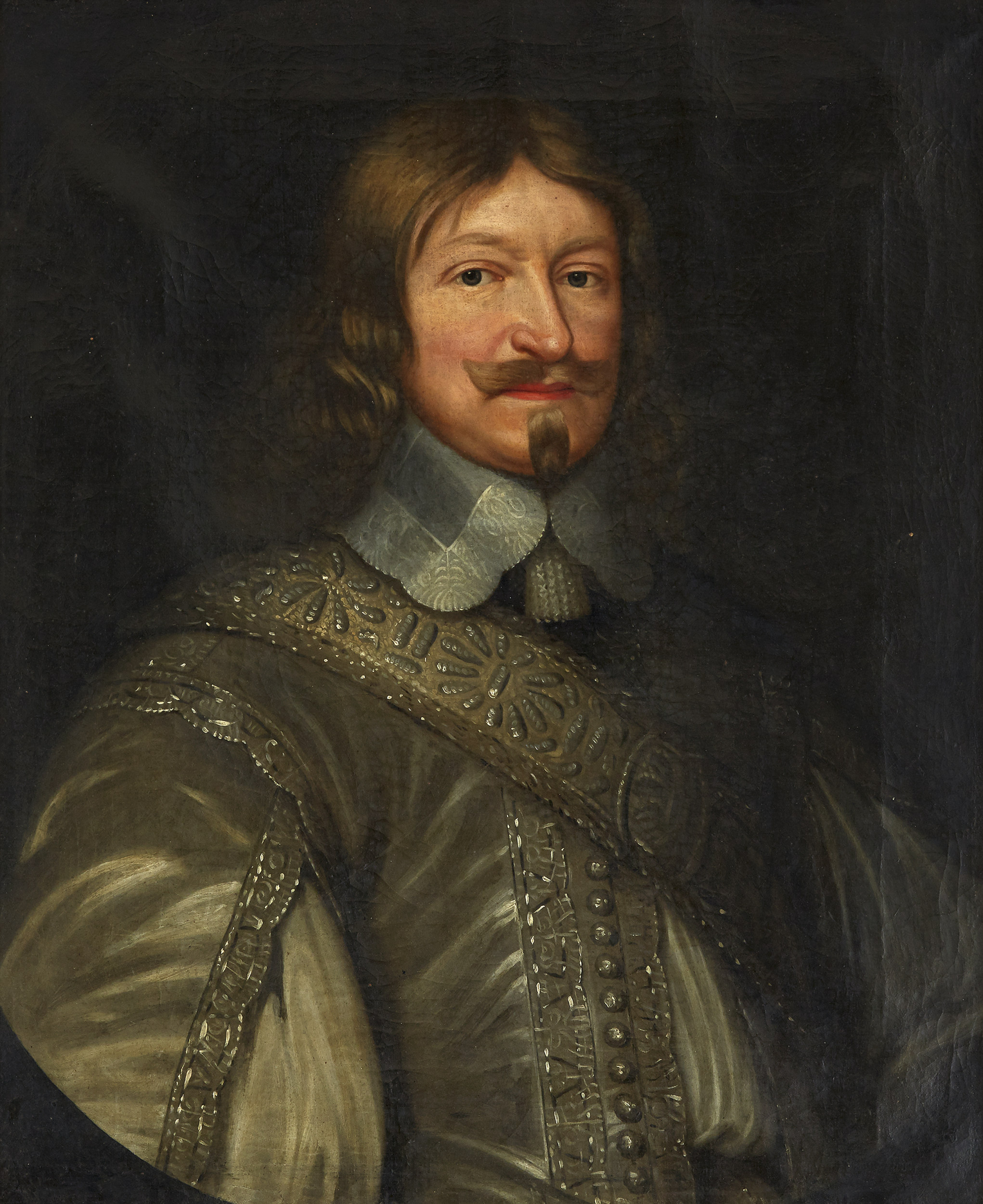
Lennart Torstensson
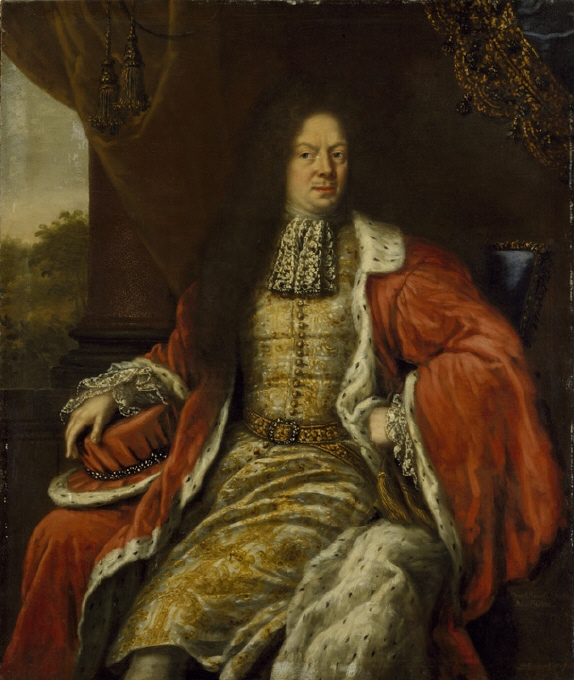
Nils Bielke
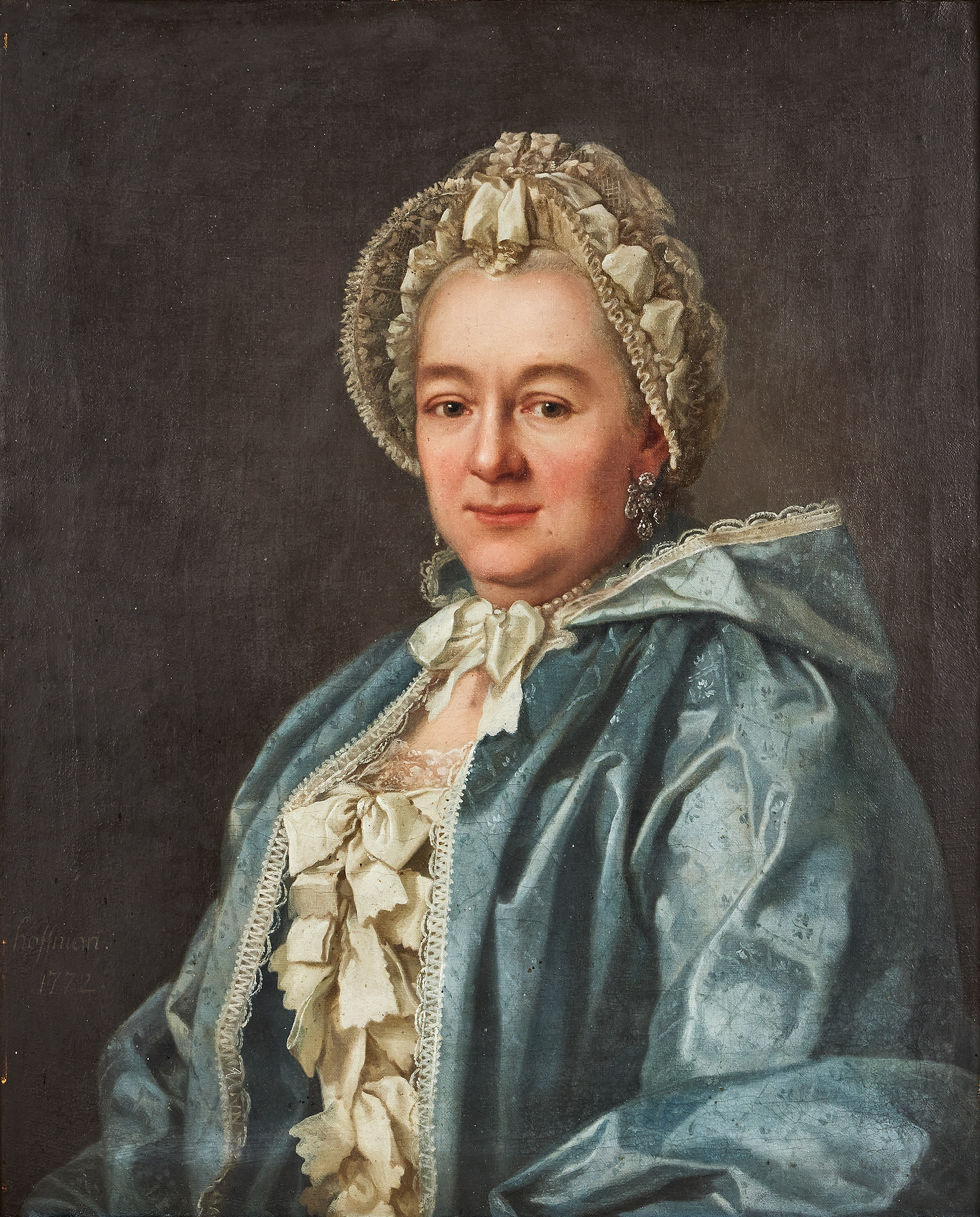
Catharina Kniper som ägde Kristineberg 1786-1797.

## Kulturhistorisk klassificering
Kristinebergs slotts huvudbyggnad med paviljonger har i Stockholms stadsmuseums kulturhistoriska klassificering av bebyggelsen i Stockholms innerstad markerats med blå färg, vilket innebär "att bebyggelsen bedöms ha synnerligen höga kulturhistoriska värden". Flyglarna, gymnastikhuset och "Kullskolan" är grönmärkta av Stadsmuseet som anser att de är "särskilt värdefulla från historisk, kulturhistorisk, miljömässig eller konstnärlig synpunkt".

Nutida bilder, slottet med flyglarna
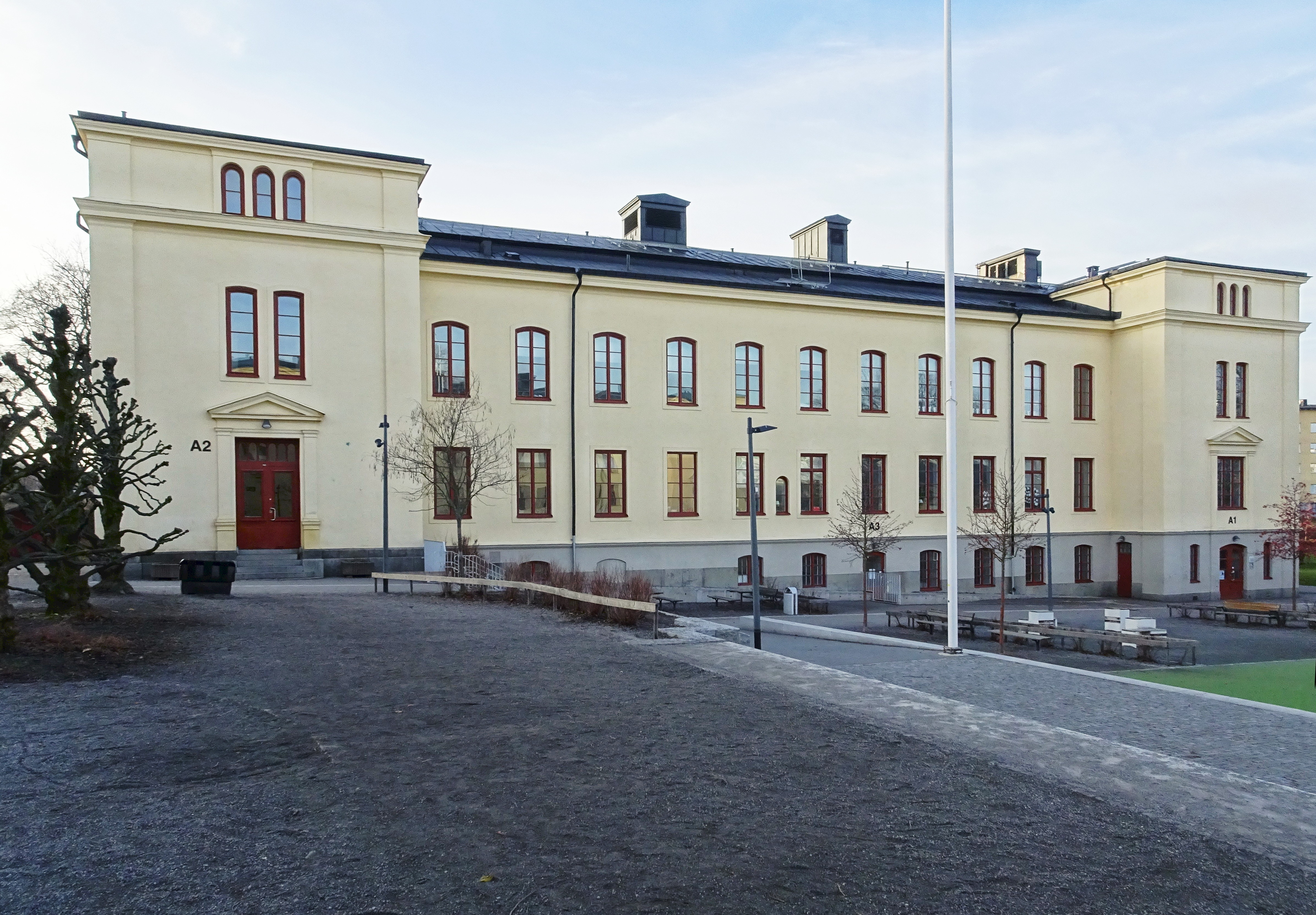
Västra flygeln.
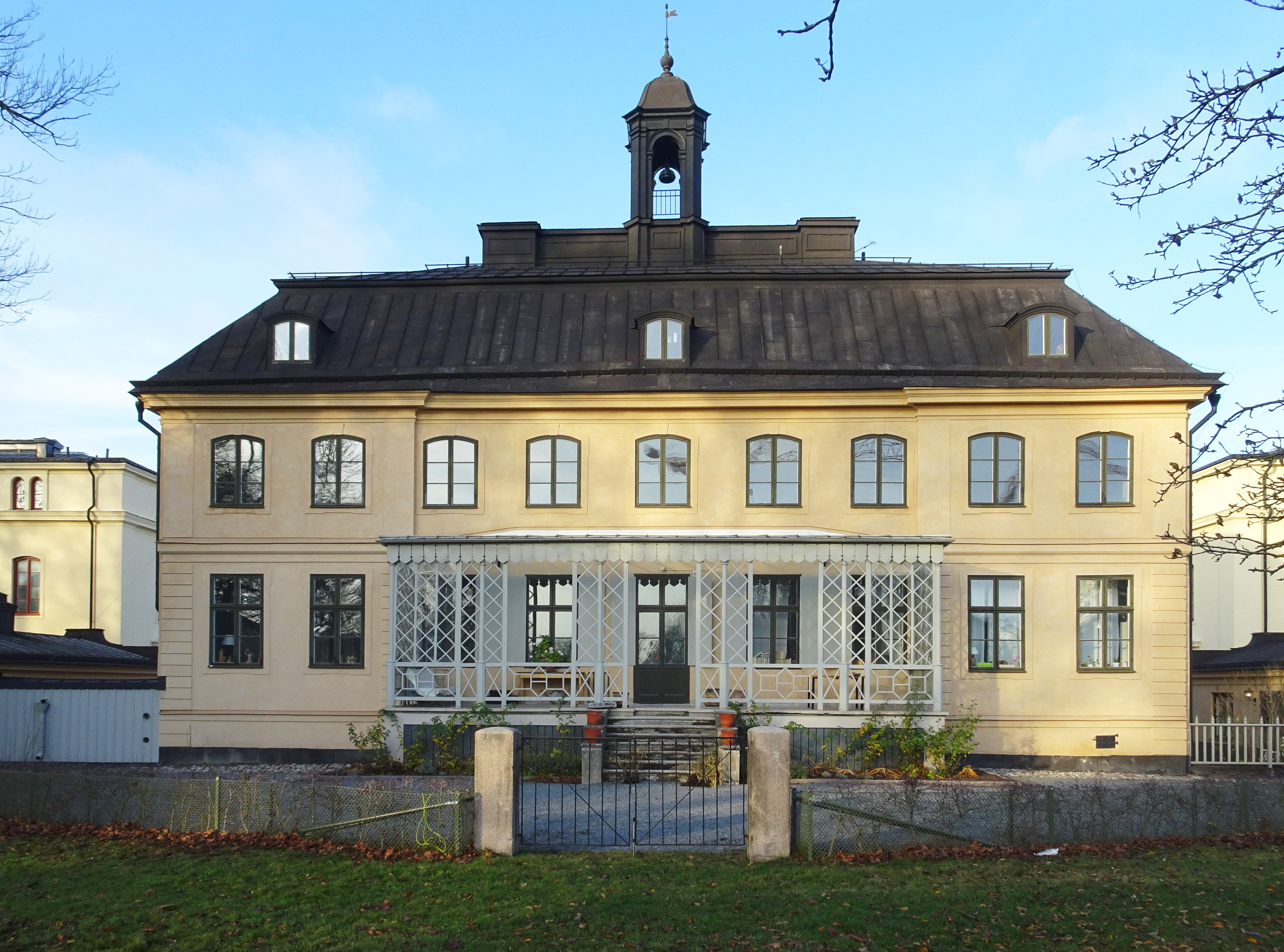
Huvudbyggnad, fasad mot söder.
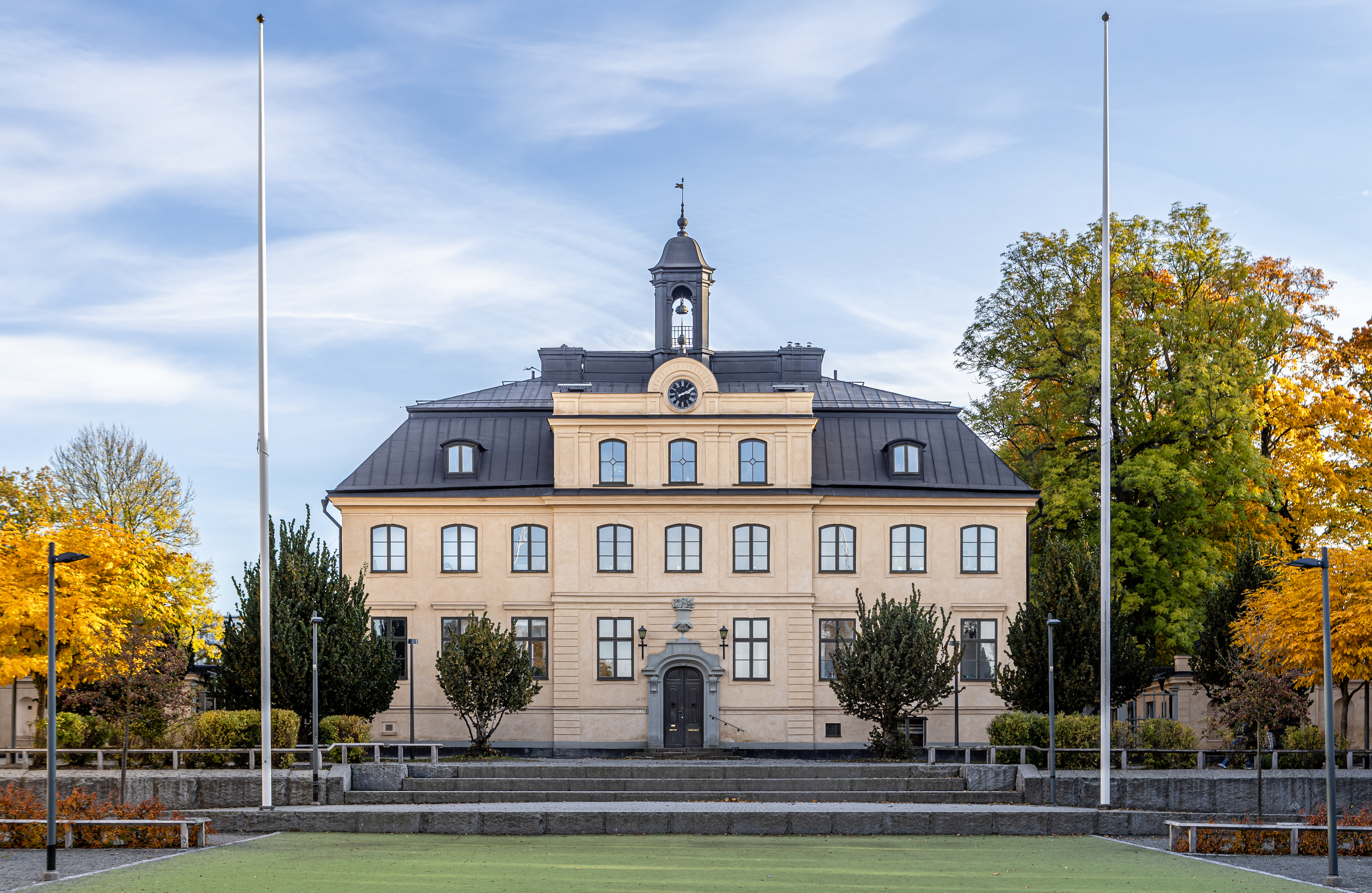
Huvudbyggnaden, norra fasaden 2024.
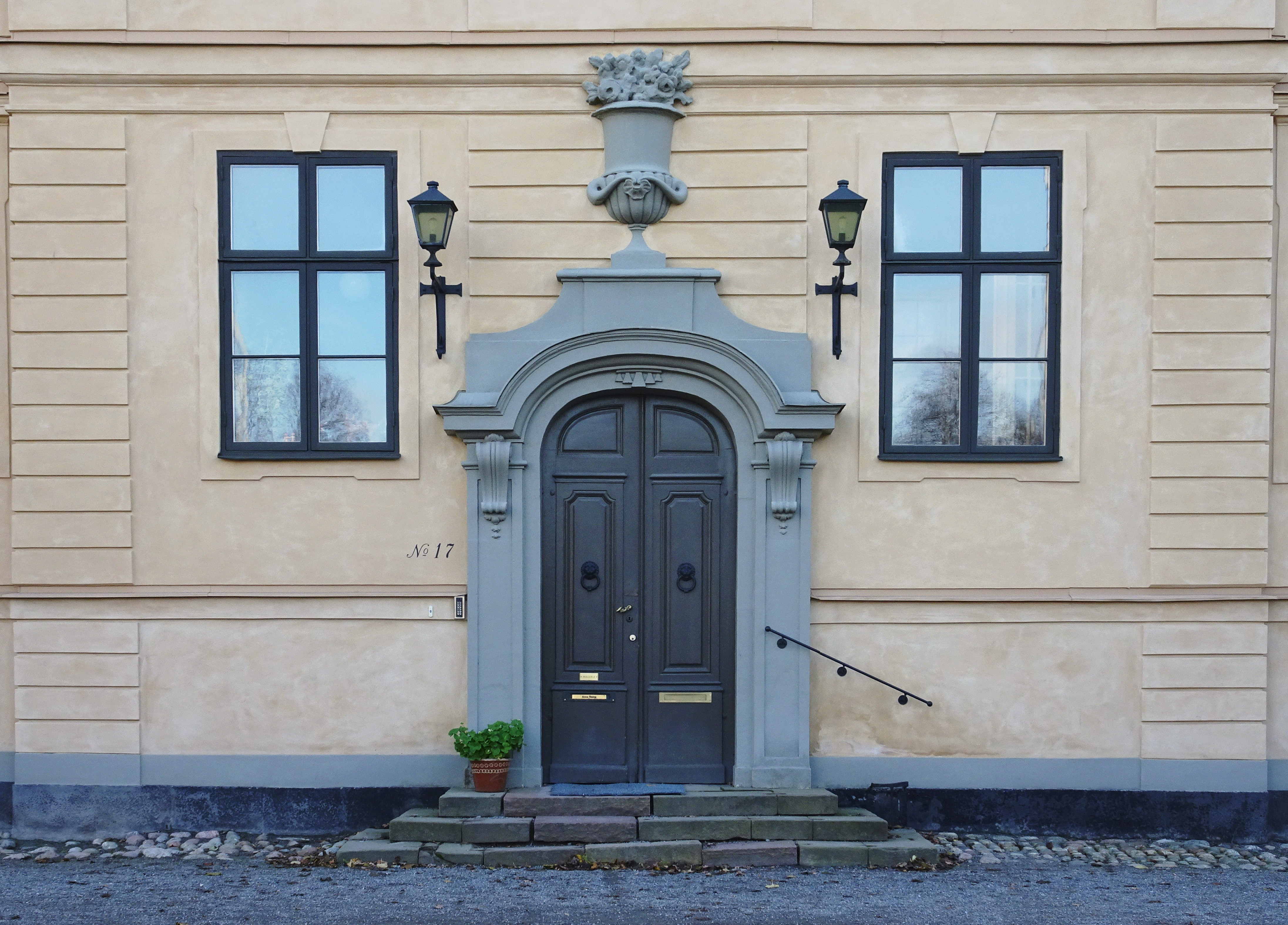
Huvudbyggnadens portal.
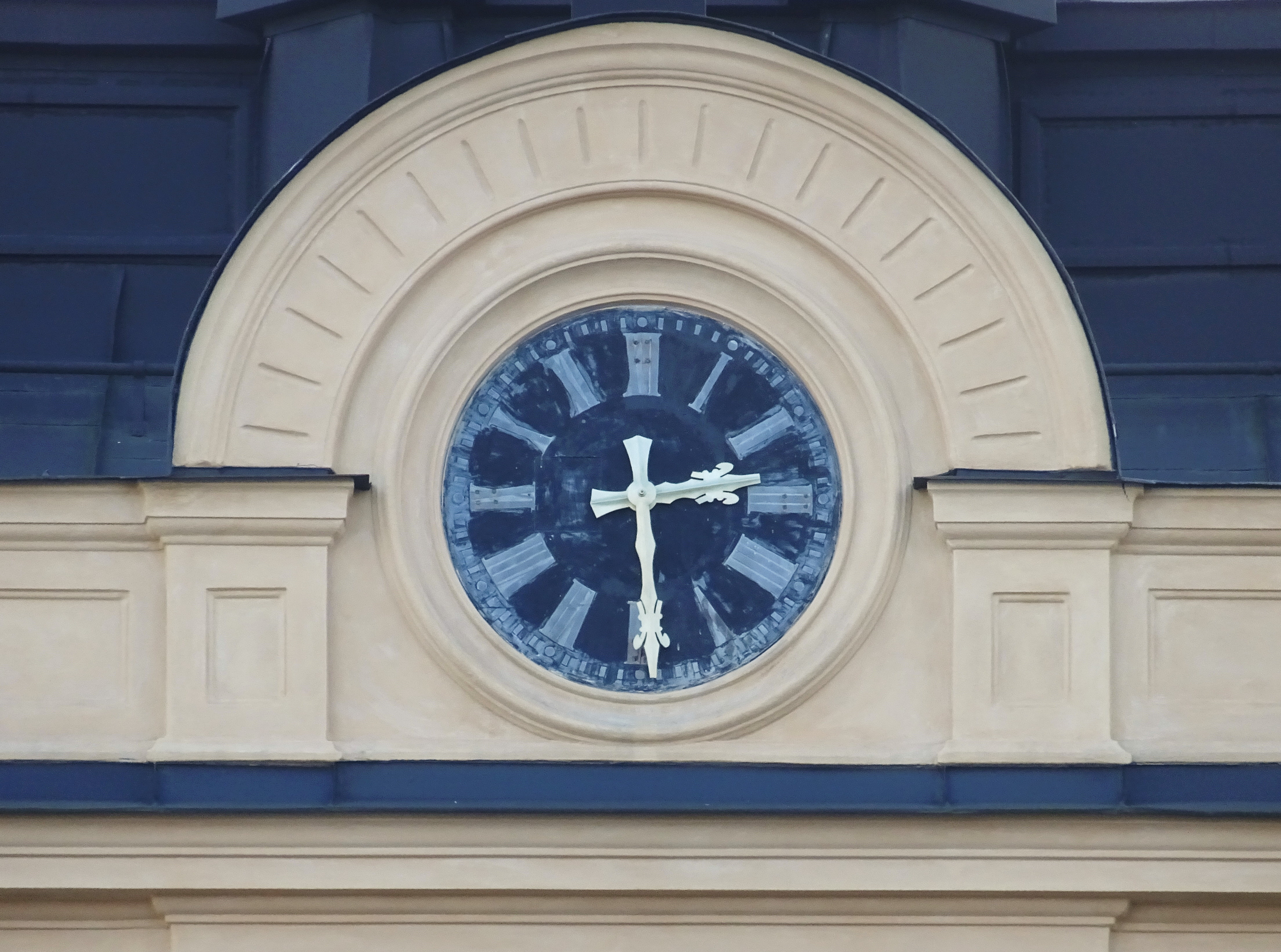
Huvudbyggnad, fasadur.
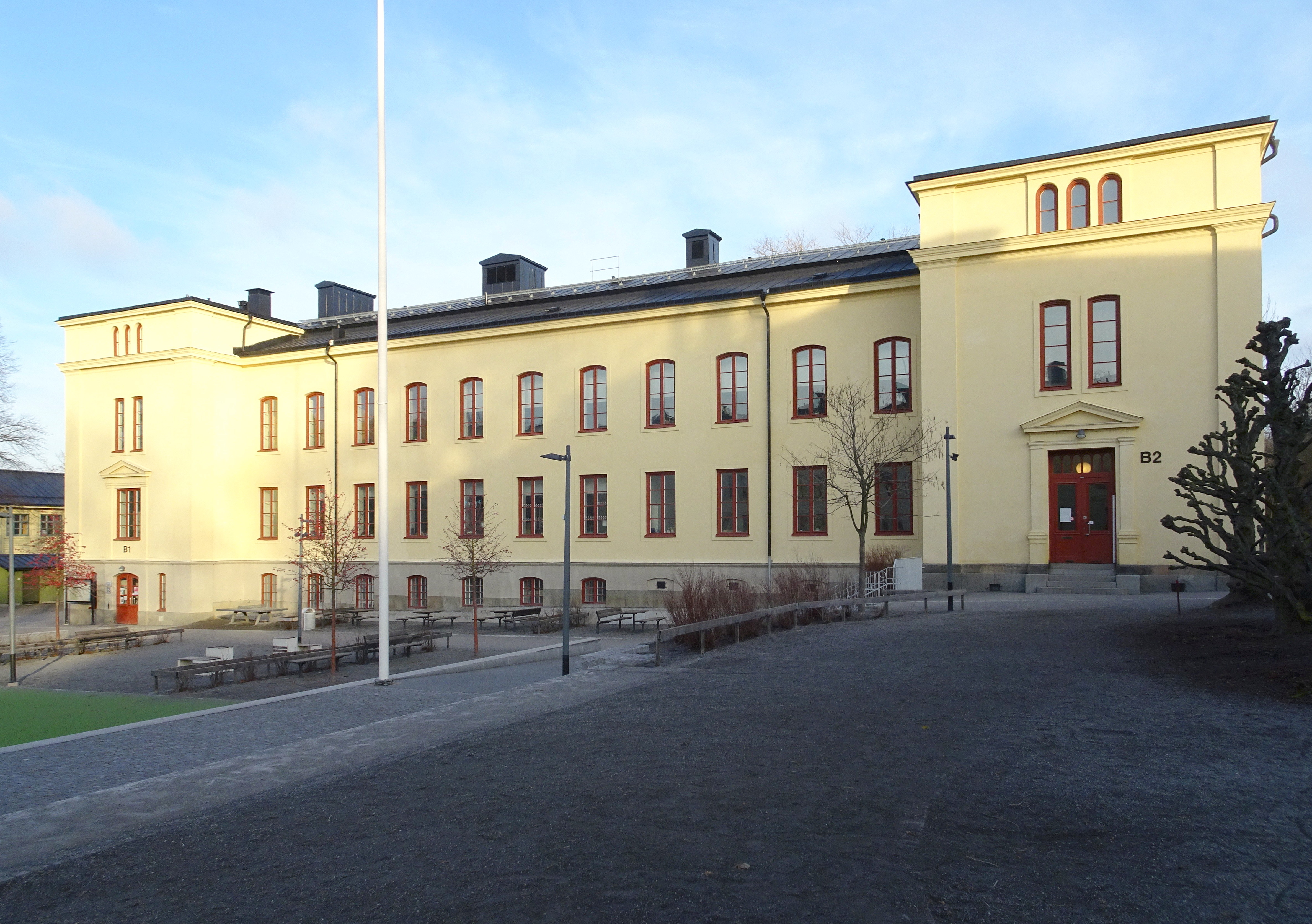
Östra flygeln.

Nutida bilder, övriga byggnader
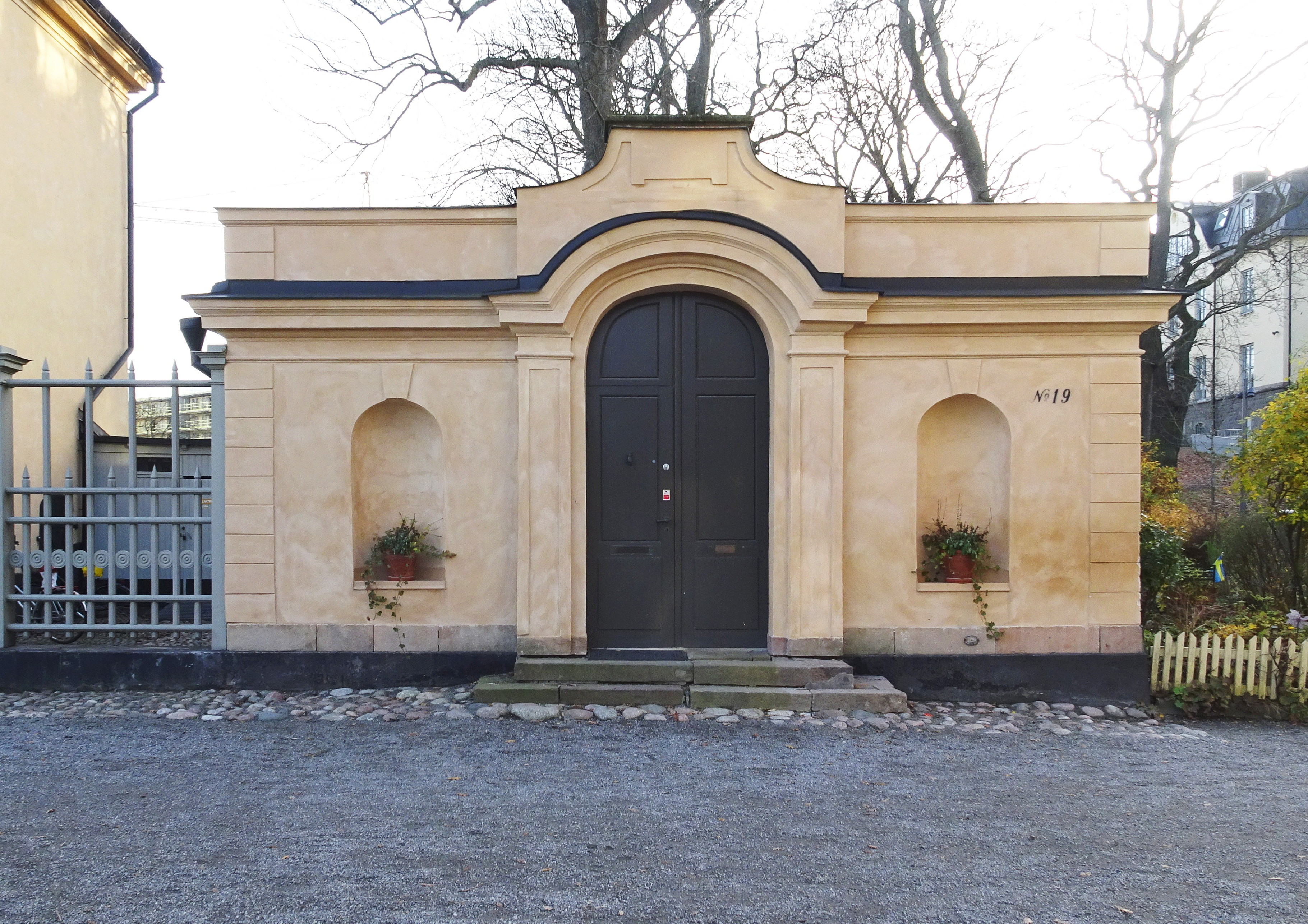
Västra paviljongen.
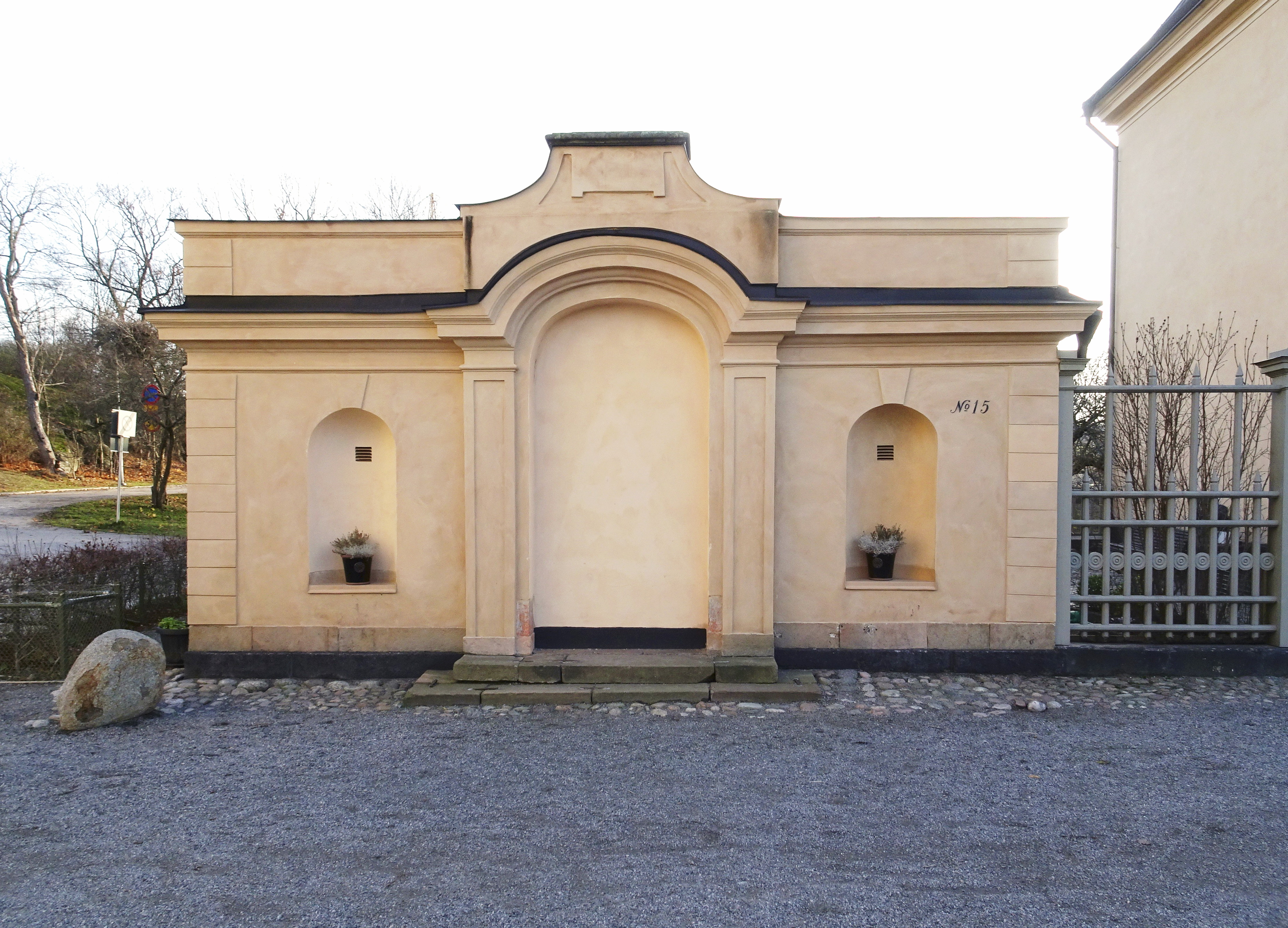
Östra paviljongen.
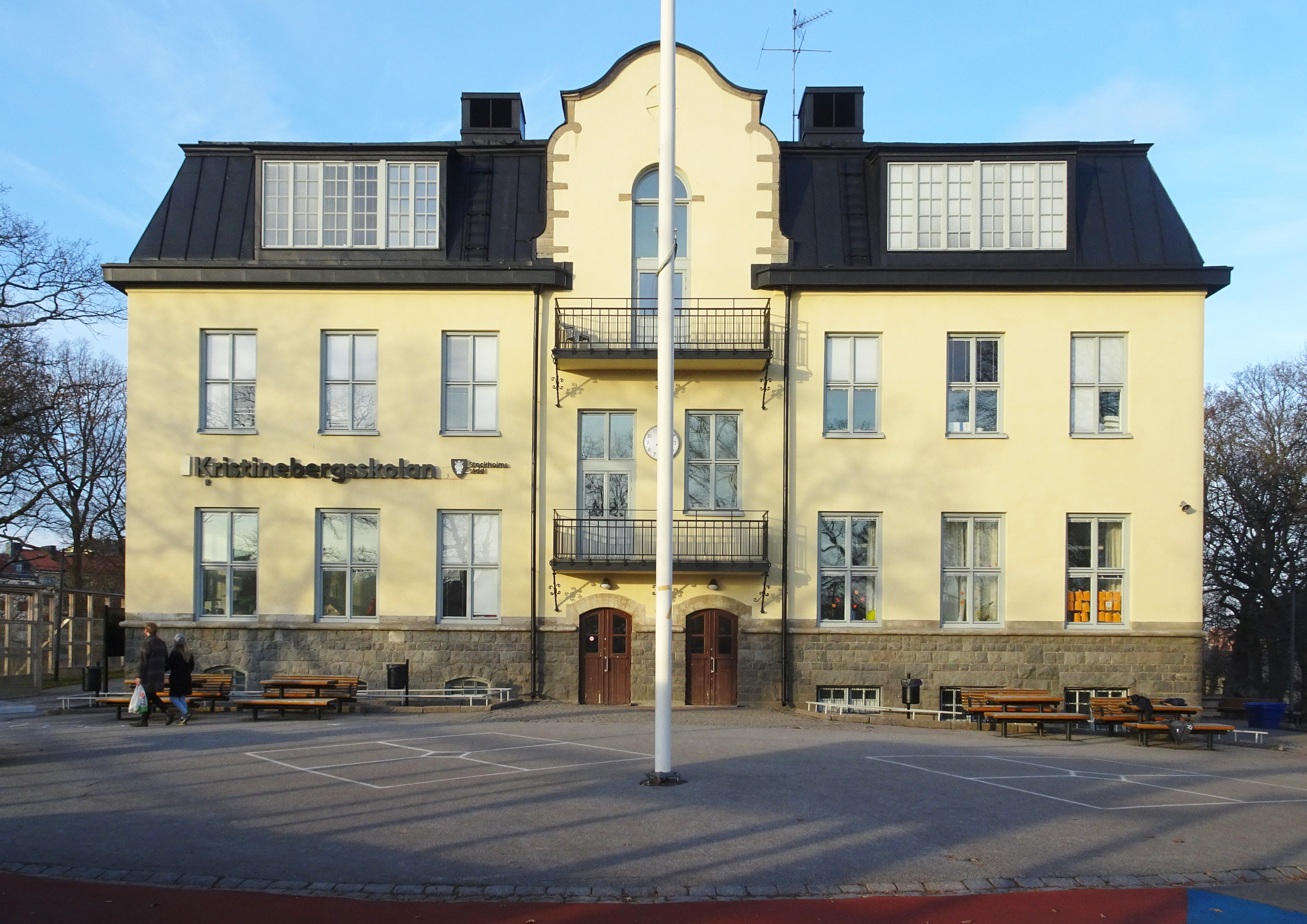
"Kullskolan", fasad mot söder.
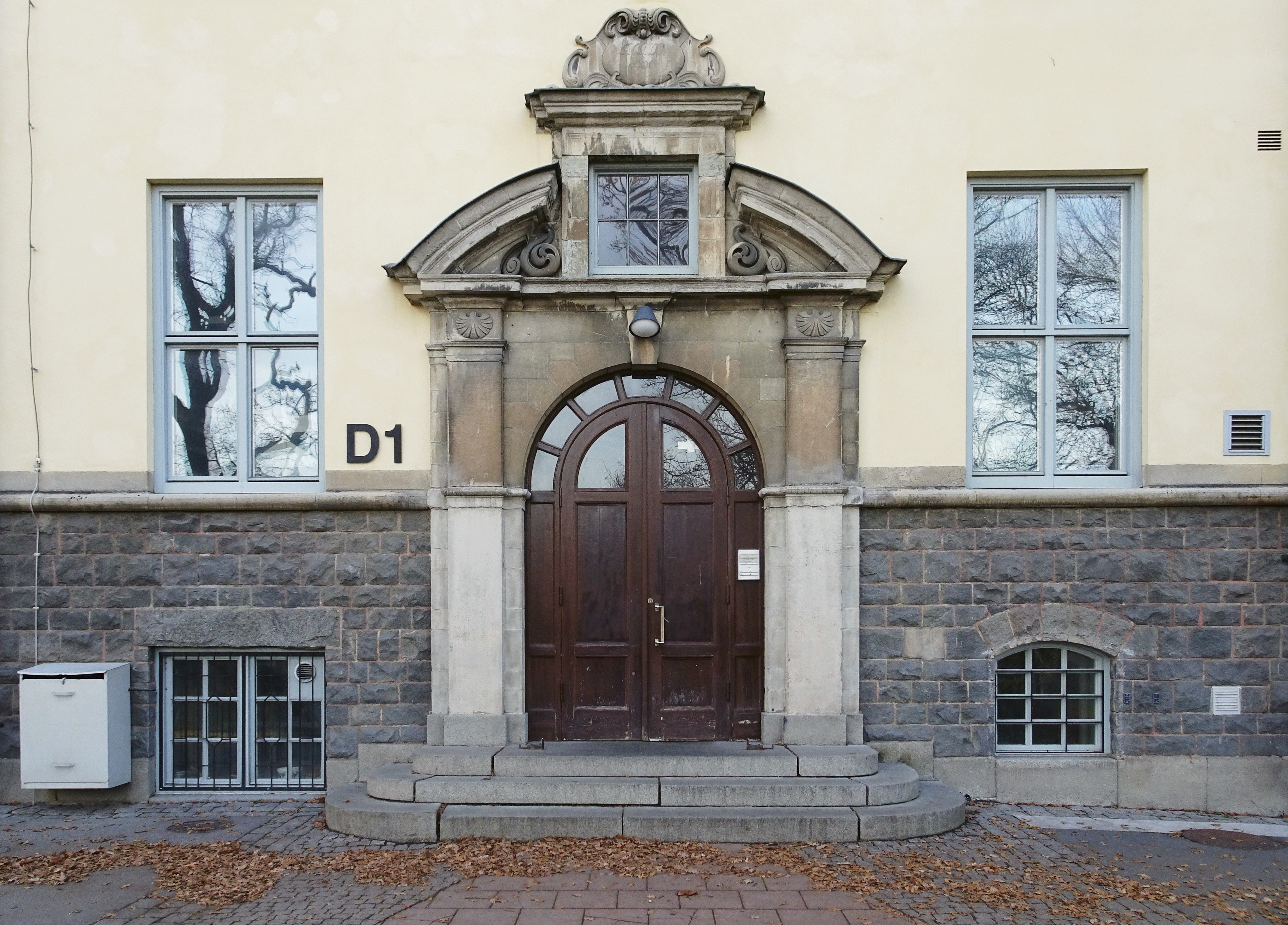
Kullskolans portal.
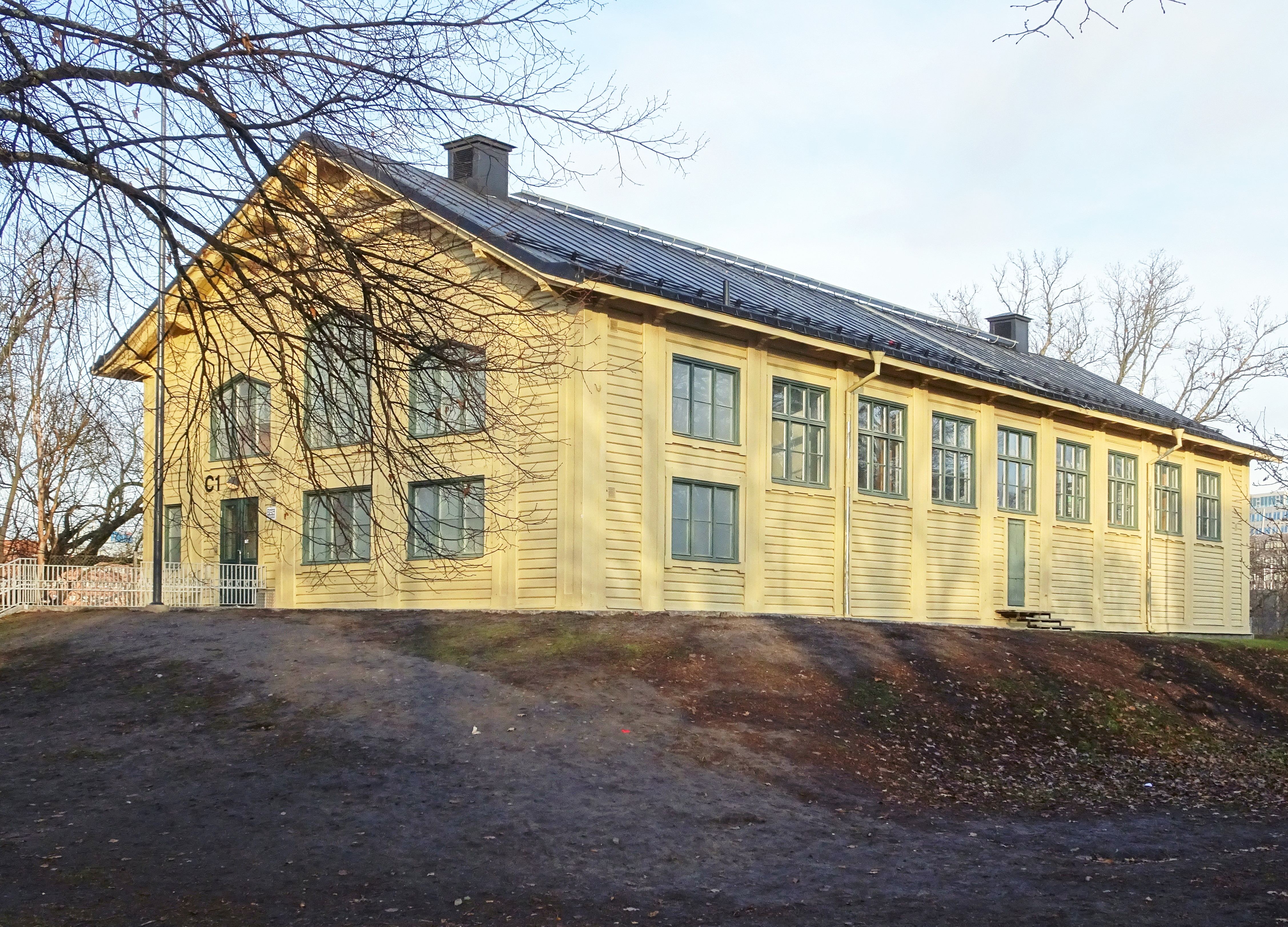
Gymnastikhuset.

## Kristinebergs slottspark

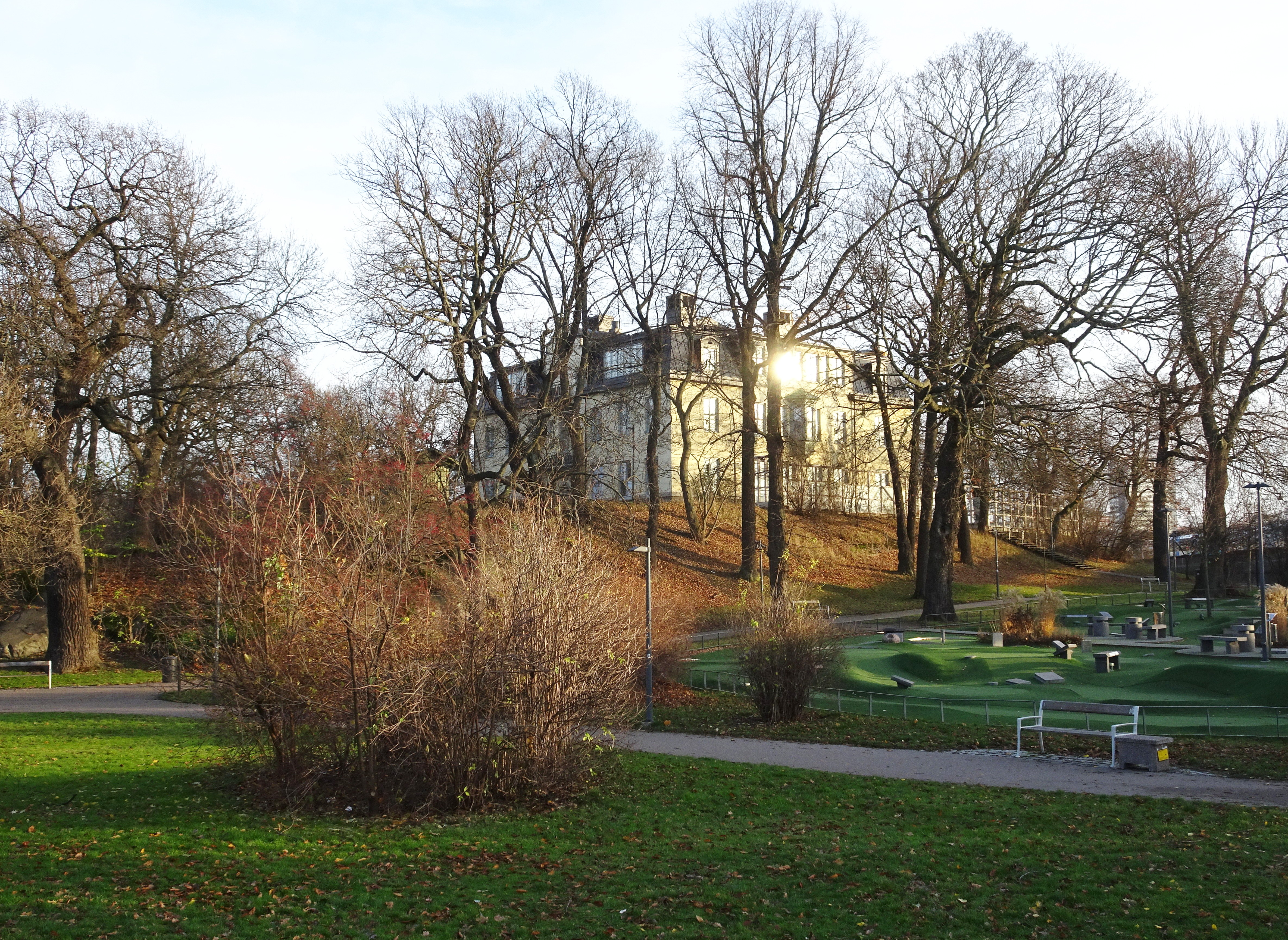
Slottsparken efter upprustningen.

Slottets kvarvarande park ligger huvudsakligen väster och söder om huvudbebyggelsen. År 2012 beslöt Stockholms stad att rusta upp parken för 56,1 miljoner kronor. Till upprustningen hörde bland annat utökningen av engelska parken från den historiska kullen med skolbyggnaden Kullskolan till att omfatta hela slottsparkens sydvästra del. 
Ett av de största nytillskotten till Kristinebergs slottspark blev ett stort område för lek som invigdes 2013 och allmänt kallas Uggleparken. Lekplatsen ersatte parkeringsplatsen väster om lindalléerna. Redskapsleken i lekparken utgörs av handsnickrade fantasifulla och skulpturala träfigurer i form av jättelika myror, svampar, blommor, gigantiska skalbaggar och ett par 5,5 meter rutschkane-ugglor.